# کارهارت
کارهارت (انگلیسی: Carhartt) شرکت پوشاک آمریکایی است، که در سال ۱۸۸۹ تأسیس شد.